# Julie Payette
Julie Payette (født 20. oktober 1963 i Montreal, Quebec) er en canadisk politiker og tidligere astronaut, som var Canadas generalguvernør fra 2. oktober 2017 til januar 2021.
I 2017 blev hun udpeget af premierminister Justin Trudeau til at blive den næste generalguvernør, da David Johnston trådte tilbage i september 2017. Payette trådte tilbage i 2021 efter udbredt offentlig kritik af hendes ledelsesstil. 
Før sin udnævnelse som generalguvernør, var Payette astronaut og har fløjet en rumfærge-flyvning. Julie Payette var 2. missionsspecialist på rumfærge-flyvningen STS-127 til Den Internationale Rumstation i juli 2009.